# アラスカ航空1866便墜落事故
アラスカ航空1866便墜落事故（アラスカこうくう1866びんついらくじこ）は、1971年9月4日にアメリカ合衆国・アラスカ州ジュノー近隣で発生した航空事故である。

## 概要
アンカレジ国際空港からヤクタト経由でジュノー国際空港へ向かっていたアラスカ航空1866便（ボーイング727-93）がジュノー西北約32kmの山中に墜落。乗員乗客109人全員が死亡した（英語版では111人となっている）。
当時、アメリカ国内で発生した単独の航空事故としては、最多の死者数を更新する航空機事故となった。死者には日本人乗客が1人含まれている。